# Bòrt (Puèi Domat)
Bòrt és un municipi francès situat al departament del Puèi Domat i a la regió d'Alvèrnia-Roine-Alps. L'any 2007 tenia 526 habitants.

## Demografia

### Població
El 2007 la població de fet de Bort-l'Étang era de 526 persones. Hi havia 209 famílies de les quals 41 eren unipersonals (12 homes vivint sols i 29 dones vivint soles), 82 parelles sense fills, 74 parelles amb fills i 12 famílies monoparentals amb fills.
La població ha evolucionat segons el següent gràfic:
Habitants censats

### Habitatges
El 2007 hi havia 303 habitatges, 219 eren l'habitatge principal de la família, 53 eren segones residències i 30 estaven desocupats. 295 eren cases i 4 eren apartaments. Dels 219 habitatges principals, 183 estaven ocupats pels seus propietaris, 31 estaven llogats i ocupats pels llogaters i 6 estaven cedits a títol gratuït; 1 tenia una cambra, 7 en tenien dues, 22 en tenien tres, 74 en tenien quatre i 116 en tenien cinc o més. 167 habitatges disposaven pel capbaix d'una plaça de pàrquing. A 66 habitatges hi havia un automòbil i a 125 n'hi havia dos o més.

### Piràmide de població
La piràmide de població per edats i sexe el 2009 era:
| Homes | Edats   | Dones |
| ----- | ------- | ----- |
| 0     | 95 o +  | 0     |
| 4     | 90 a 94 | 0     |
| 0     | 85 a 89 | 0     |
| 8     | 80 a 84 | 8     |
| 8     | 75 a 79 | 12    |
| 16    | 70 a 74 | 4     |
| 8     | 65 a 69 | 16    |
| 12    | 60 a 64 | 8     |
| 8     | 55 a 59 | 8     |
| 28    | 50 a 54 | 16    |
| 12    | 45 a 49 | 28    |
| 28    | 40 a 44 | 20    |
| 12    | 35 a 39 | 8     |
| 8     | 30 a 34 | 16    |
| 12    | 25 a 29 | 12    |
| 16    | 20 a 24 | 4     |
| 12    | 15 a 19 | 12    |
| 8     | 10 a 14 | 12    |
| 4     | 5 a 9   | 4     |
| 24    | 0 a 4   | 4     |

## Economia
El 2007 la població en edat de treballar era de 340 persones, 273 eren actives i 67 eren inactives. De les 273 persones actives 246 estaven ocupades (132 homes i 114 dones) i 26 estaven aturades (13 homes i 13 dones). De les 67 persones inactives 21 estaven jubilades, 18 estaven estudiant i 28 estaven classificades com a «altres inactius».

### Ingressos
El 2009 a Bort-l'Étang hi havia 242 unitats fiscals que integraven 569 persones, la mediana anual d'ingressos fiscals per persona era de 18.601 €.

### Activitats econòmiques
Dels 17 establiments que hi havia el 2007, 6 eren d'empreses de construcció, 2 d'empreses de comerç i reparació d'automòbils, 4 d'empreses d'hostatgeria i restauració, 1 d'una empresa financera, 3 d'entitats de l'administració pública i 1 d'una empresa classificada com a «altres activitats de serveis».
Dels 9 establiments de servei als particulars que hi havia el 2009, 1 era una autoescola, 2 paletes, 1 guixaire pintor, 2 lampisteries i 3 restaurants.
L'any 2000 a Bort-l'Étang hi havia 20 explotacions agrícoles que ocupaven un total de 800 hectàrees.

## Equipaments sanitaris i escolars
El 2009 hi havia una escola maternal integrada dins d'un grup escolar amb les comunes properes formant una escola dispersa.

## Poblacions més properes
El següent diagrama mostra les poblacions més properes.